# Jeune homme du Magdalensberg
Le Jeune homme ou éphèbe du Magdalensberg (en allemand Jüngling vom Magdalensberg) est une statue romaine en bronze grandeur nature du Ier siècle av. J.-C., trouvée en 1502 au Magdalensberg, en Carinthie, Autriche. Elle n'est connue aujourd'hui que par une copie du XVIe siècle qui figure dans la collection d'antiquités du Musée d'Histoire de l'art de Vienne (inv. VI 1).
Jusqu'au XXe siècle, la statue était également connue sous le nom de Jeune homme d'Helenenberg d'après l'ancien nom du Magdalensberg.

## Description
La sculpture en bronze représente un jeune homme debout, nu et grandeur nature (hauteur 1,85 m). La jambe porteuse est la jambe droite, la jambe libre est la gauche, qui ne touche le sol qu'avec les orteils. Le bras gauche pend librement, la main droite est levée à hauteur d'épaule. La tête à moitié tournée vers la droite suit le geste de la main droite.
Une inscription est gravée sur la cuisse droite :
A[ulus] Poblicius D[ecimi] l[ibertus] Antio[cus]
Ti[berius] Barbius Q[uinti] P[ublii] l[ibertus] Tiber[inus / -ianus]

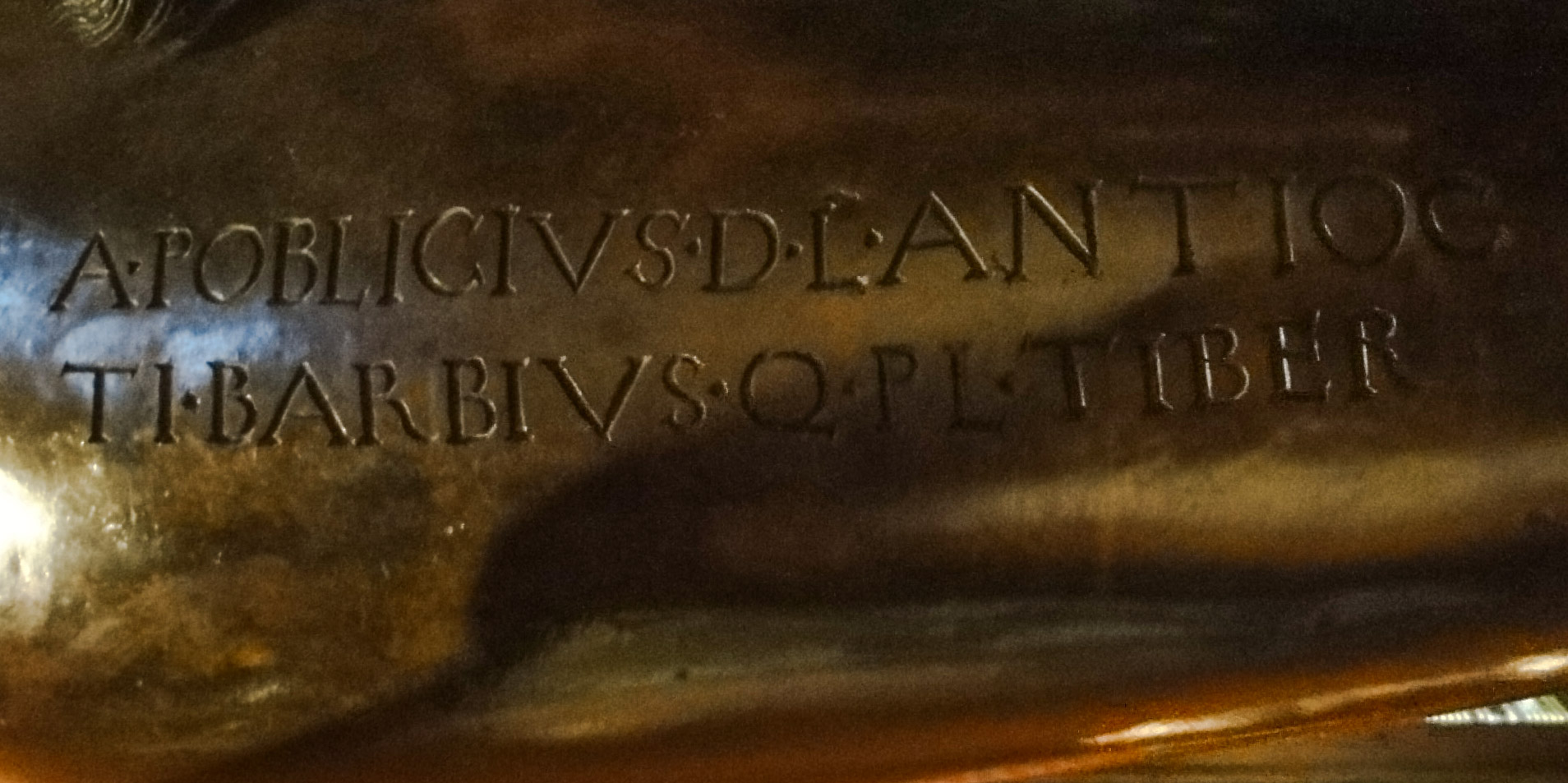
Inscription latine (redressée), sur la cuisse droite de la statue.

Il s'agit de la dédicace de deux affranchis, probablement commerçants de la cité romaine du Magdalensberg.

## Signification
Ni la statue elle-même, ni l'inscription ne permettent l'identification à l'effigie d'un dieu. Il existe donc une pléthore d'interprétations, allant de l’athlète au porteur de lampe (lychnophoros), en passant par diverses divinités.
Un bouclier circulaire en bronze doré retrouvé avec le jeune homme (aujourd'hui perdu) n'aide pas à l'interprétation.
L'écu portait l'inscription :
M. Gallicinus Vindili f[ilius] L[ucius] Barb[ius] L[ucii] l[ibertus] Philoterus pr[ocurator] / Craxsantus / Barbi[i] P[ublii] s[ervus].
Les donateurs du bouclier étaient donc un Celte libre, affranchi de la gens Barbia de Haute-Italie, et un esclave celtique natif de la même famille. L'un des deux donateurs de la statue appartenait également à cette famille.
Des interprétations plus récentes voient la statue comme une statue culte d'un Mars celtique sur le sanctuaire du sommet de la montagne, un prêtre de Noréia, faisant partie d'un groupe statuaire dédié à Noréia, ou une statue de Mercure érigée sur le forum de la ville.

## Classification
La statue est une œuvre éclectique de la sculpture idéale romaine, réalisée dans la première moitié du Ier siècle av. J.-C. Une sculpture grecque des Ve et IVe siècles av. J.-C. a servi de modèle : il s'agit peut-être d'une copie d'une œuvre de l'école de Polyclète.
Le jeune homme, seule grande sculpture antique en bronze connue dans les Alpes orientales, revêt une importance nationale.

## Provenance

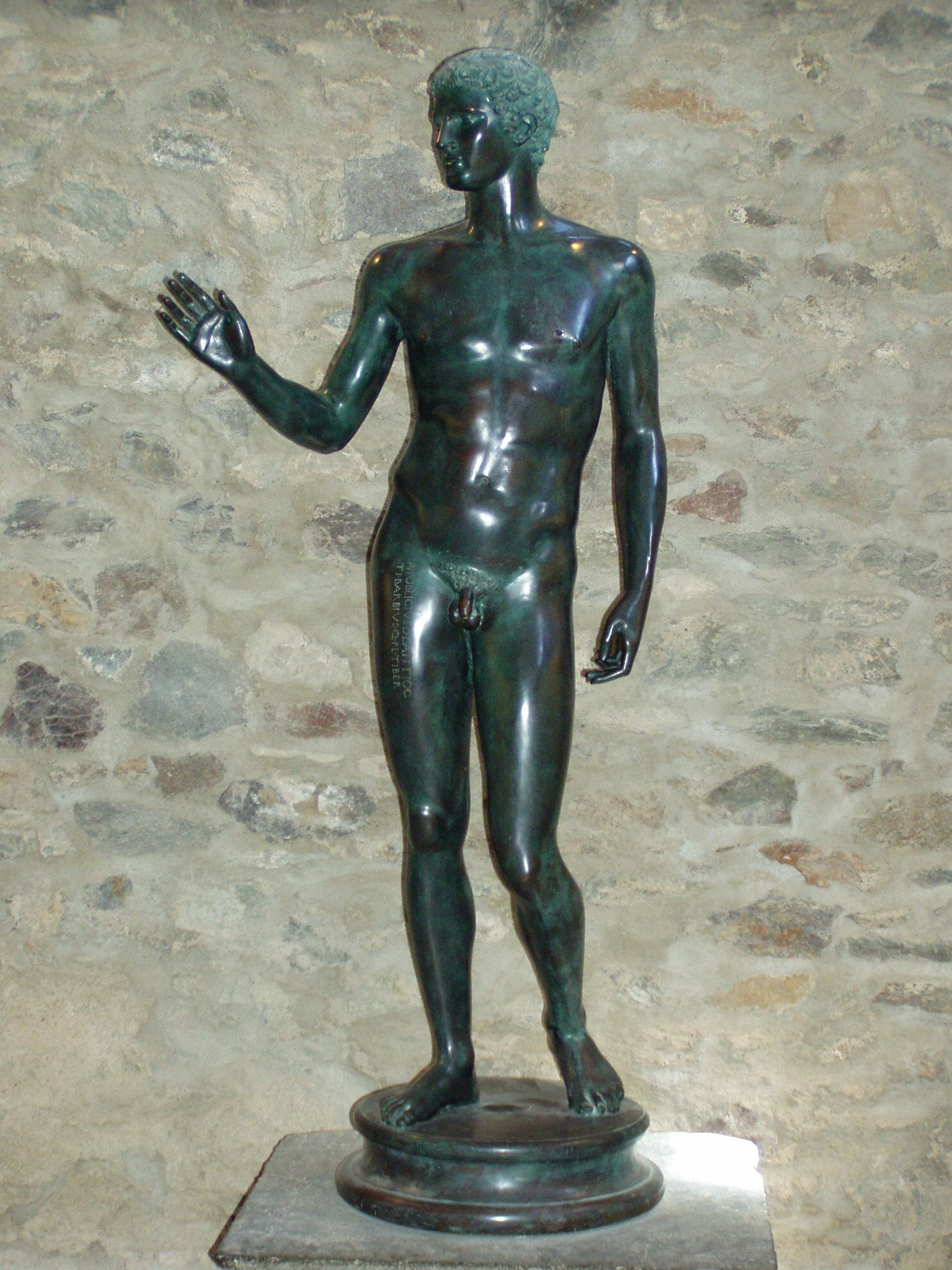
Copie exposée en plein air au.

La statue a été trouvée en 1502 par un fermier qui labourait sur une terrasse au sud du sommet de la montagne. Peu de temps après, elle entra en possession de l'évêque de Gurk et humaniste Matthäus Lang von Wellenburg. Il l'emmena à Salzbourg en 1519 lorsqu'il devint archevêque de Salzbourg. Jusque dans les années 1980, on croyait que la statue était venue de Salzbourg à Vienne en 1806. Cependant, en 1986, des enquêtes sur la technique de moulage et des analyses scientifiques du métal ont conduit à la conclusion que la statue viennoise est un moulage du milieu du XVIe siècle.
La localisation de l'original ne peut pas être clarifiée avec certitude. Comme le montrent les archives du chapitre de la cathédrale de Salzbourg, elle est entrée en possession du roi Ferdinand Ier en 1551 après la réalisation d'un moulage, qui est d'abord resté à Salzbourg, puis à Vienne en 1806. L'original a été porté en Espagne, où il est documenté en 1662 et 1786 dans les jardins royaux du palais royal d'Aranjuez. Cependant, la statue originale a été perdue au début du XIXe siècle.
Deux images de l'original sont connues. L'une provient des Inscriptiones sacrosanctae vetustatis de Petrus Apianus et Bartholomaeus Amantius de 1534, publiées à Ingolstadt, l'autre est une fresque de Hans Bocksberger dans le couloir de la chapelle de la résidence citadine de Landshut de 1542.